# 대동여지전도

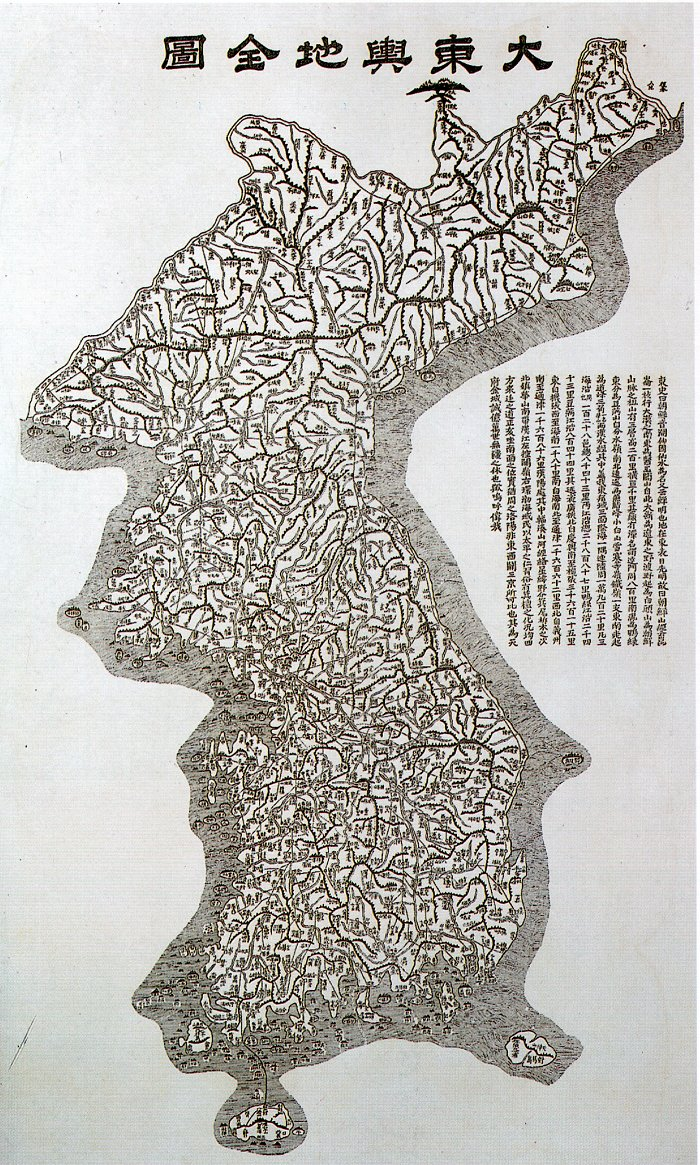
대동여지전도

대동여지전도(大東輿地全圖)는 111×67.5cm의 도곽의 전국지도로 김정호(金正浩)의 대동여지도를 축소하여 만든 것으로 추정된다. 지도의 제작자와 제작 시기는 밝혀지지 않았지만, 지도의 특성으로 볼 때 김정호가 제작했을 것으로 추정된다.